# Fred Rwigyema
Fred Gisa Rwigyema (también deletreado como Rwigema; nacido como Emmanuel Gisa; 10 de abril de 1957-2 de octubre de 1990) fue un militar, fundador y líder del Frente Patriótico Ruandés, una fuerza política y militar formada por ruandeses de ascendencia tutsi, que se vieron obligados a partir al exilio, tras la Revolución ''Hutu'' de 1959.
Rwigema nació en Gitarama, en el sur de Ruanda.  Debido a que era tutsi, en 1960 él y su familiar huyeron a Uganda y se establecieron en un campo de refugiados en Nshungerezi, Ankole, tras la Revolución hutu de 1959 y el derrocamiento del Rey Kigeli V.
Tras graduarse de la secundaria en 1976,  viajó a Tanzania y se unió el Frente de Salvación Nacional (FRONASA), un grupo rebelde al mando de Yoweri Museveni, el hermano de su amigo Salim Saleh. Fue a partir de ahí en la que comenzó a llemarse Fred Rwigema.  Más tarde en ese mismo año,  viajó a Mozambique y se unió al grupo rebelde FRELIMO quines combatían por la liberación de su país del poder colonial de Portugal.
En 1979,  se unió al Ejército de Liberación Nacional de Uganda (UNLA), el cual junto con las fuerzas armadas tanzanas capturaron Kampala en abril de 1979 y enviaron a Idi Amin al exilio. 
Más tarde, se unió al Ejército de Resistencia Nacional (ERN), liderado por Museveni, en el cual luchó en una guerra de guerrillas contra el gobierno de Milton Obote.
Después de que el ERN tomaran el control del país en 1986, Rwigema pasó a ser viceministro de Defensa. Estuvo regularmente en primera línea en el norte de Uganda, durante las ofensivas del nuevo gobierno contra los últimos focos de resistencia del régimen derrocado.
El 1 de octubre de 1990, Rwigyema lideró las tropas del Frente Patriótico Ruandés en la primera batalla contra el régimen de entonces presidente Juvenal Habyarimana. En el segundo día de la Guerra Civil Ruandesa, Rwigyema recibió un disparo en la cabeza y murió en el acto, el cual desmoralizó a su grupo. Hay una disputa sobre las circunstancias exactas de la muerte de Rwigyema; la línea oficial del gobierno de Kagame, y la versión mencionada por el historiador Gérard Prunier en su libro del tema en 1995, en la que se afirmaba que falleció, producto de una bala pérdida. En su posterior libro, sin embargo, Prunier declara que probablemente Rwigyema fuese asesinado por su subcomandante Peter Bayingana, tras una discusión sobre tácticas. Paul Kagame quién es el actual presidente de la República de Ruanda reemplazó a Rwigyema como jefe del FPR hasta la victoria en julio de 1994.
Rwigyema es uno de los héroes nacionales de Ruanda. Su cuerpo fue enterrado en el Cementerio de los Héroes en Kigali.